# Herb gminy Jasło
Herb gminy Jasło – jeden z symboli gminy Jasło, ustanowiony 11 grudnia 2002.

## Wygląd i symbolika
Herb przedstawia na tarczy koloru błękitnego srebrny miecz ze złotą rękojeścią, przed nim dwa skrzyżowane złote klucze, a nad nim złota otwarta korona. Symbole te nawiązują do przynależności własnościowej terenów gminy (miecz i klucze do opactwa benedyktynów w Tyńcu, natomiast korona do dóbr królewskich), korona dodatkowo jest również jednym z symboli Jasła.